# Valentina Stenina
Valentina Sergeyevna Stenina (russe : Валентина Сергеевна Стенина), née le 29 décembre 1934 à Babrouïsk, est une patineuse de vitesse soviétique. Son mari Boris Stenin a également pratiqué le patinage de vitesse à haut niveau.
Elle remporte aux Jeux olympiques d'hiver de 1960 à Squaw Valley une médaille d'argent sur 3 000 mètres puis fait de même aux Jeux de 1964 à Innsbruck devancée à chaque fois par Lidia Skoblikova. Ses autres succès sont trois titres mondiaux toutes épreuves en 1960, 1961 et 1966.
Après avoir pris sa retraite sportive en 1968, elle s'est reconvertie en tant qu'entraîneuse de patinage de vitesse à Moscou. 

## Palmarès
| Championnats                          | Médaille d'or       | Médaille d'argent             | Médaille de bronze |
| Jeux olympiques                       |                     | 1960 (3 000 m) 1964 (3 000 m) |                    |
| Championnats du monde toutes épreuves | 1960 1961 1966      | 1959 1965                     | 1963               |
| Championnats d'URSS toutes épreuves   | 1961 1965 1966 1967 | 1963                          |                    |